# جو آن تيري
جو آن تيري (بالإنجليزية: Jo Ann Terry)‏ هي لاعبة قفز طويل أمريكية، ولدت في 4 أغسطس 1938 في إنديانابوليس في الولايات المتحدة.

## وصلات خارجية
- جو آن تيري على موقع أوليمبيديا (الإنجليزية)